# Imrich Lichtenfeld

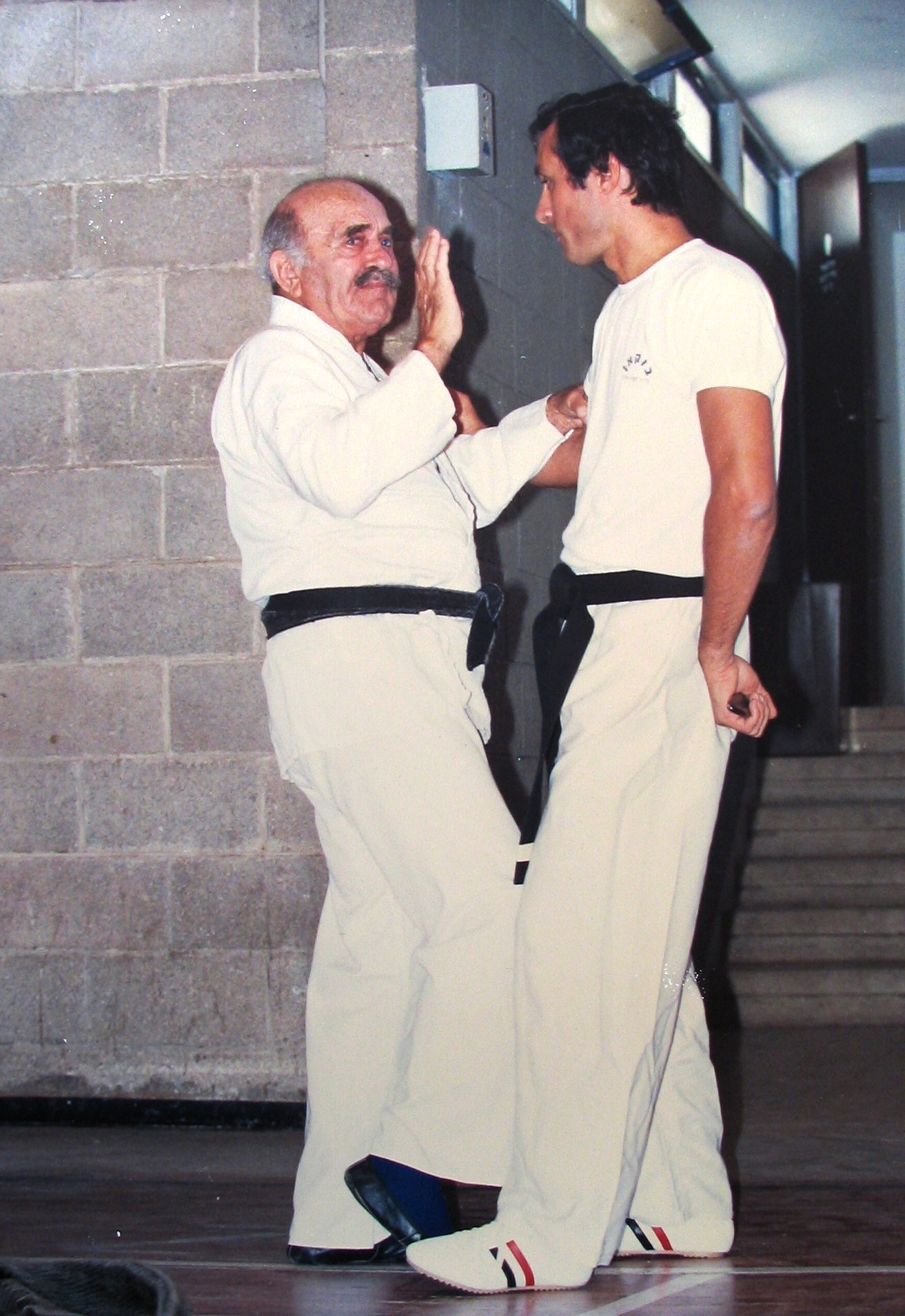
Imrich Lichtenfeld (links)

Imrich „Imi“ Lichtenfeld, später Imi Sde-Or, (geboren am 26. Mai 1910 in Budapest, Österreich-Ungarn; gestorben am 9. Januar 1998 in Netanja, Israel) war der Begründer des Selbstverteidigungssystems Krav Maga.

## Leben

### Kindheit und Jugend
Imre Lichtenfeld wurde am 26. Mai 1910 in Budapest geboren und wuchs in Pressburg (im slowakischen Teil des Königreich Ungarns) auf. Sein Vater, Samuel Lichtenfeld, gehörte einem Wanderzirkus an; dort betrieb er 20 Jahre lang Ringen, Gewichtheben und andere Kraftübungen und lernte Kampf- und Selbstverteidigungstechniken. Nach seiner Zeit beim Zirkus gründete er in Bratislava den Schwerathletikverein Hercules. Später wurde er Hauptkommissar der Stadtpolizei. Imi Lichtenfeld wurde von seinem Vater vielfältig im Sport unterrichtet; er nahm auch an dessen Unterricht in Selbstverteidigung und Kampf für Polizisten teil.

### Sportlerkarriere
Imrich Lichtenfeld gewann in den 1920er und 1930er Jahren zahlreiche nationale und internationale Wettkämpfe in verschiedenen Disziplinen, darunter mehrfach die slowakische Meisterschaft im Ringen sowie die slowakische Boxmeisterschaft und einen internationalen Gymnastikwettbewerb. Er galt als einer der besten Ringer Europas. In den 1930er Jahren trainierte Lichtenfeld auch andere im Ringen sowie in Gymnastik. Er nahm an Ballettaufführungen teil.

### Judenfeindliche Pogrome in Bratislava
Mitte der 1930er Jahre nahmen Pogrome gegen Juden in Bratislava zu. Lichtenfeld schloss sich mit anderen jungen Juden zu einer Schutztruppe für die jüdische Bevölkerung Bratislavas zusammen, als deren Anführer er gelten konnte. In den Straßenschlachten mit antisemitischen Angreifern sammelte Lichtenfeld die Erfahrung im realen Nahkampf, welche für die Entwicklung des Selbstverteidigungssystems Krav Maga (hebräisch für „Kontaktkampf“) grundlegend war.

### Zweiter Weltkrieg
1940 begann Lichtenfeld auf dem Schaufelraddampfer Pentcho seine Flucht nach Palästina, bei welcher er aufgrund einer Ohrenentzündung beinahe starb. Nach der Explosion eines Kessels wurde die Pentcho in der Ägäis auf Grund gesetzt. Lichtenfeld und andere versuchten mit einem Ruderboot nach Kreta zu gelangen, um Hilfe anzufordern. Durch den Wind vom Kurs getrieben, wurden sie von einem englischen Kriegsschiff aufgesammelt und nach Alexandria gebracht. Dort kurierte man Lichtenfelds Ohrenentzündung, woraufhin er sich der tschechoslowakischen Legion unter dem Kommando der britischen Armee anschloss.

### Israelische Streitkräfte
Nach ungefähr anderthalb Jahren Kriegsdienst erhielt er 1942 die Erlaubnis, in Palästina einzureisen. Dort hebräisierte er seinen Nachnamen in Sde-Or (wörtlich: Feld des Lichts). Er schloss sich der Untergrundorganisation Hagana an, deren Kämpfer er in körperlicher Fitness, Schwimmen und Nahkampf mit Messern unterrichtete. Nach der Gründung des israelischen Staates wurde Lichtenfeld im Jahre 1948 Chefausbilder für körperliche Fitness und Krav Maga an der militärischen Kampfschule der Israelischen Streitkräfte (IDF). Während seiner etwa 20 Jahre bei den IDF entwickelte er seine Lehre des Krav Maga immer weiter.

### Krav Maga für Zivilisten
Während er weiterhin als Berater und Krav-Maga-Ausbilder für die IDF und andere israelische Sicherheitskräfte arbeitete, richtete er nach seiner aktiven Zeit beim Militär seine Aufmerksamkeit darauf, Krav Maga an die Bedürfnisse von Zivilisten anzupassen.
1978 gründete er mit einigen Schülern die Israeli Krav Maga Association, deren Präsident er bis an sein Lebensende blieb. Auf seinen Wunsch hin gründeten Eyal Yanilov und andere seiner Schüler 1996 die International Krav Maga Federation, um die weltweite Verbreitung des Krav Maga zu fördern.
Am 9. Januar 1998 starb Imi Lichtenfeld im Alter von 87 Jahren. Er wurde in Netanja begraben.

## Schriften
- Imi Sde-Or, Eyal Yanilov: Krav Maga. Abwehr bewaffneter Angriffe. 1. Auflage. Weinmann-Verlag, Berlin 2003, ISBN 3-87892-074-1.